# Saalehänge bei Tultewitz südlich Bad Kösen
Die Saalehänge bei Tultewitz südlich Bad Kösen sind ein FFH-Gebiet in der Stadt Naumburg (Saale) und der Gemeinde Molauer Land im Burgenlandkreis in Sachsen-Anhalt.

## Allgemeines
Das FFH-Gebiet ist circa 58 Hektar groß. Es überlagert sich mit dem Landschaftsschutzgebiet „Saale“ und grenzt im Südwesten an das in Thüringen liegende Landschaftsschutzgebiet „Mittleres Saaletal“. Es ist durch die Landesverordnung zur Unterschutzstellung der Natura 2000-Gebiete im Land Sachsen-Anhalt (N2000-LVO LSA) seit dem 21. Dezember 2018 rechtlich gesichert. Zuständige untere Naturschutzbehörde ist der Burgenlandkreis.

## Beschreibung
Das FFH-Gebiet liegt südwestlich von Naumburg (Saale) am Rand des Naturparks Saale-Unstrut-Triasland. Es umfasst nach Westen exponierte und zum Teil steil zum Tal der Saale abfallende Hänge. Die Bereiche im FFH-Gebiet sind überwiegend bewaldet. Vorherrschende Waldgesellschaft ist der Labkraut-Eichen-Hainbuchenwald mit Traubeneiche, Winter- und Sommerlinde, Gemeiner Esche, Rotbuche, Bergahorn sowie Hainbuche, Feldahorn und seltener auch Elsbeere. Die Strauchschicht wird von Schwarzem Holunder, Hasel, Eingriffeligem und Zweigriffeligem Weißdorn, Roter Heckenkirsche, Stachelbeere, Kornelkirsche und Seidelbast gebildet. In der Krautschicht siedeln Buschwindröschen, Gelbes Windröschen, Scharbockskraut, Märzenbecher, Gefleckter Aronstab, Haselwurz, Maiglöckchen, Vielblütige Weißwurz, Echte Schlüsselblume, Türkenbundlilie, Geflecktes Lungenkraut, Sanikel, Große Sternmiere, Wunderveilchen, Waldveilchen sowie Waldzwenke, Waldknäuelgras, Waldflattergras, Hainrispengras, Einblütiges Perlgras, Waldsegge, Waldbingelkraut, Waldziest, Breitblättrige Glockenblume, Pfirsichblättrige Glockenblume und seltener Christophskraut.
Stellenweise ist Waldmeister-Buchenwald mit Rotbuche, Traubeneiche, Gemeiner Esche und Bergahorn ausgebildet. In der Krautschicht sind Waldzwenke, Einblütiges Perlgras, Waldsegge, Waldbingelkraut, Waldlabkraut, Geflecktes Lungenkraut und Waldveilchen zu finden.
In tiefer eingeschnittenen Tälchen stocken Schlucht- und Hangwälder mit Gemeiner Esche, Berg-, Spitz- und Feldahorn, Winter- und Sommerlinde, Hainbuche, Rotbuche, Traubeneiche und Gewöhnlicher Traubenkirsche. In der Krautschicht siedeln Knoblauchsrauke, Klettenlabkraut, Ruprechtskraut, Brennnessel, Waldbingelkraut, Giersch, Pfirsichblättrige und Nesselblättrige Glockenblume, Geflecktes Lungenkraut und Große Sternmiere.
Im Saaletal sind Restbestände von Erlen-Eschenwäldern mit Gemeiner Esche, Schwarzerle, Bergahorn und Bergulme zu finden. In der Krautschicht siedeln Sumpfsegge, Rohrglanzgras, Bitteres Schaumkraut, Kohlkratzdistel, Waldschachtelhalm sowie Wechselblättriges und Gegenblättriges Milzkraut.
In den Hangbereichen sind kleinflächig Kalktrockenrasen sowie im Talgrund als Glatthaferwiese ausgebildete Grünländer zu finden. Die Kalktrockenrasen liegen brach und sind vielfach verbuscht. Stellenweise sind artenreiche Enzian-Schillergras-Rasen mit Furchenschwingel, Zierlichem Schillergras, Pyramidenschillergras, Mittleres Zittergras, Frühlingssegge, Blaugrüner Segge, Hügelmeier, Knäuelglockenblume, Gelbem Sonnenröschen, Hufeisenklee, Schopfiger Kreuzblume und Frühblühendem Thymian ausgebildet. Die Trockenrasen beherbergen auch Vorkommen von Orchideen. So sind hier Große Händelwurz, Helmknabenkraut, Purpurknabenkraut und Bienenragwurz zu finden.
Die Glatthaferwiesen im Talgrund sind aus Glatthafer, Wiesenrispengras, Rotschwingel, Wiesenglockenblume, Wiesenschaumkraut, Wilder Möhre, Wiesenlabkraut, Echtem Labkraut, Wiesenstorchschnabel, Scharfem Hahnenfuß, Wiesenflockenblume, Wiesenplatterbse und Wiesensalbei aufgebaut.
Das Gebiet beherbergt Vorkommen unter anderem von den Reptilien Schlingnatter und Zauneidechse und den Fledermäusen Mopsfledermaus, Breitflügelfledermaus, Fransenfledermaus, Großer und Kleiner Abendsegler, Nymphenfledermaus und Wasserfledermaus.
Das FFH-Gebiet ist größtenteils von landwirtschaftlichen Nutzflächen umgeben. Teilweise schließen sich weitere Waldgesellschaften an.